# Cambarus striatus
Cambarus striatus är en kräftdjursart som beskrevs av Hay 1902. Cambarus striatus ingår i släktet Cambarus och familjen Cambaridae. IUCN kategoriserar arten globalt som livskraftig. Inga underarter finns listade i Catalogue of Life.